# فریج بن درهم
فریج بن درهم یک منطقهٔ مسکونی در قطر است که در شهرداری دوحه واقع شده‌است. فریج بن درهم ۰٫۶۵ کیلومتر مربع مساحت دارد.